# Contea di Paulding (Ohio)
La contea di Paulding ( in inglese Paulding County ) è una contea dello Stato dell'Ohio, negli Stati Uniti. La popolazione al censimento del 2000 era di 20 293 abitanti. Il capoluogo di contea è Paulding.